# Asynapteron
Asynapteron is een kevergeslacht uit de familie van de boktorren (Cerambycidae). De wetenschappelijke naam van het geslacht werd voor het eerst geldig gepubliceerd in 1970 door Martins.

## Soorten
Asynapteron omvat de volgende soorten:
- Asynapteron contrarium Martins, 1971
- Asynapteron eburnigerum (Aurivillius, 1899)
- Asynapteron equatorianum (Martins, 1960)
- Asynapteron glabriolum (Bates, 1872)
- Asynapteron inca (Martins, 1962)
- Asynapteron ranthum Martins, 1970